# Antoine-Jean Amelot de Chaillou
Pour les articles homonymes, voir Amelot et Chaillou.
Antoine-Jean Amelot de Chaillou, né le 19 novembre 1732 et mort le 20 avril 1795, est un homme d'État français.

## Biographie
Fils du second mariage de Jean-Jacques Amelot de Chaillou et de Marie Anne de Vougny, il occupe successivement de nombreuses fonctions : maître des requêtes en 1753, président du Grand Conseil et intendant de Bourgogne en 1764, intendant des Finances en 1774, secrétaire d'État à la Maison du Roi du 12 mai 1776 au 18 novembre 1783 et il est alors remplacé par Le Tonnelier de Breteuil.
Il épouse Françoise Marie Legendre dont il a deux filles : Marie Catherine, née en 1762, et Jeanne Marie, née en 1764, épouse de Henri-François, marquis Thibault de La Carte de La Ferté-Sénectère et un fils, Antoine Léon Anne Amelot de Chaillou.
Devenu membre honoraire de l'Académie royale des sciences le 16 avril 1777, il en sera le vice-président en 1778 et le président en 1779, puis membre honoraire lors de la réorganisation du 23 avril 1785. Il est également membre honoraire de l'Académie des inscriptions et belles-lettres en 1777.

Lettre manuscrite de Jean–Charles–Pierre Le Noir, lieutenant général de police de Paris, alertant Antoine–Jean Amelot de Chaillou, secrétaire d’État de la Maison du Roi, de l’affichage d’un placard au contenu illicite, 22 juillet 1782. Archives nationales de France
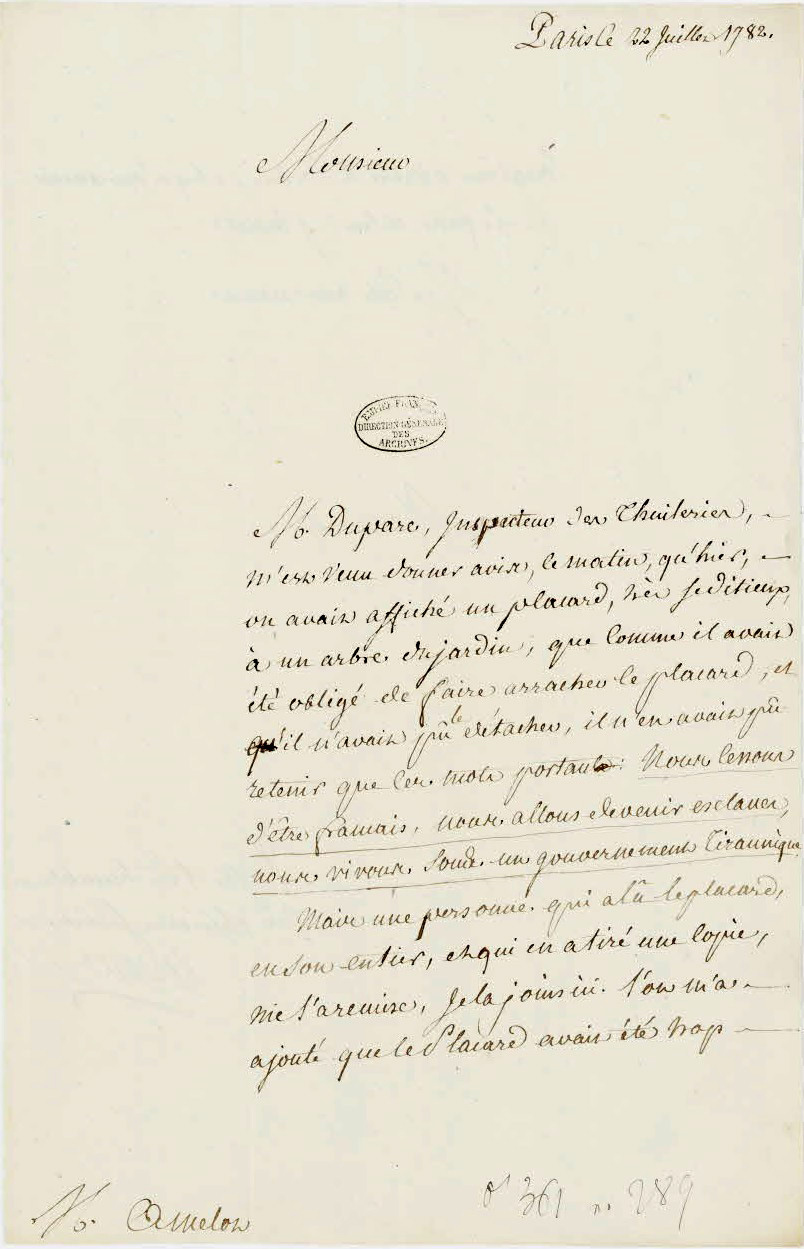
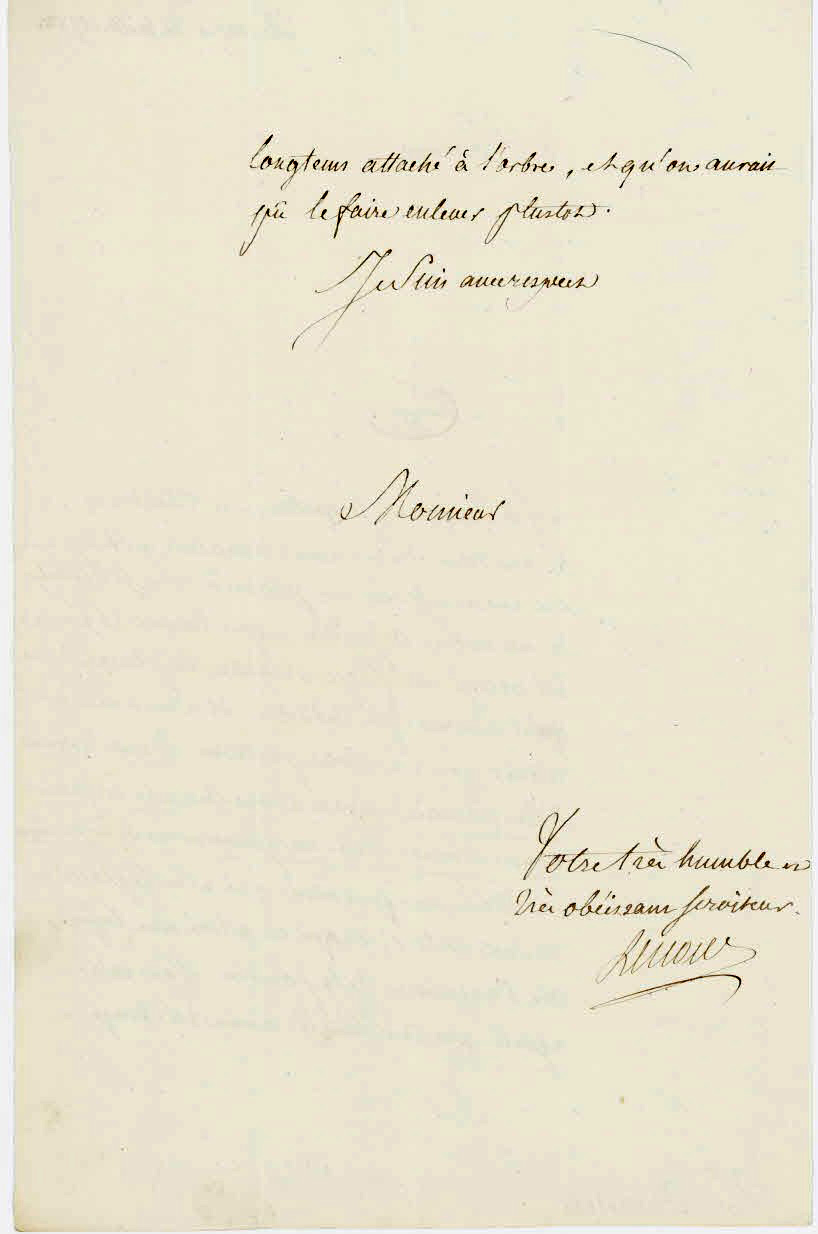

Suspect, il est arrêté en 1792 et conduit avec sa famille au Luxembourg. Il décéda en prison.
Il œuvra au comblement des fossés-Saint-Antoine, à la construction du nouvel égout souterrain ainsi qu'au lotissement des terrains ainsi dégagés, desservi par une voie nouvelle, la rue Amelot (11e arrondissement), qui porte son nom depuis l'origine, en 1777.

Armoiries Amelot.
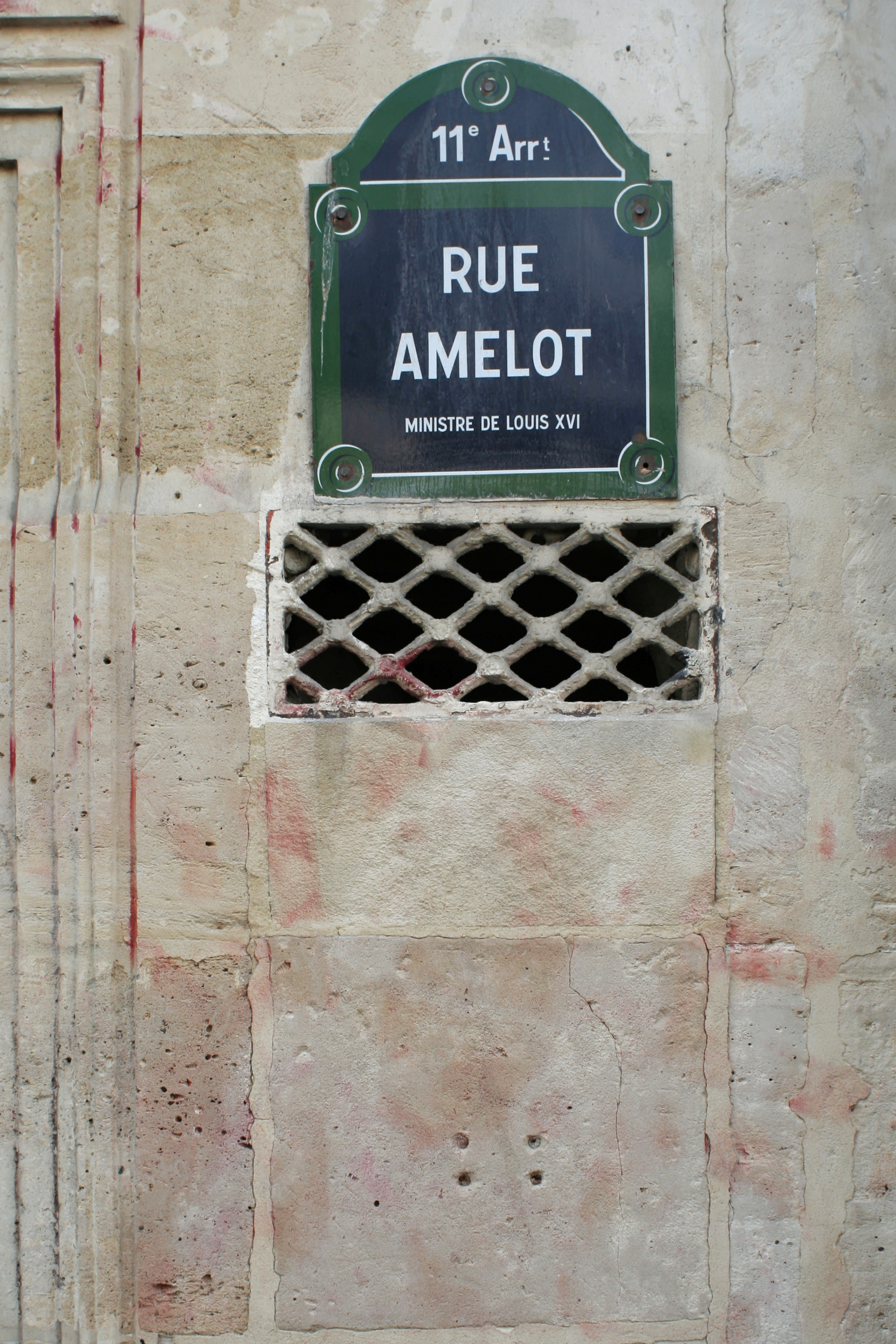
Plaque de rue de la rue Amelot à Paris.